# Falcó selvàtic de màscara roja
El falcó selvàtic de màscara roja (Micrastur mintoni) és una espècie d'ocell rapinyaire de la família dels falcònids (Falconidae) que habita la selva humida del sud-est de la conca de l'Amazones, al Brasil central i Bolívia. El seu estat de conservació es considera de risc mínim.